# Povijest
 Ovo je glavno značenje pojma Povijest. Za Herodotovo djelo pogledajte Povijest (Herodot).
Povijest ili historija (etim. od grčkog ἱστορία, istoria, istraga ili informacija, spoznaja dobivena istraživanjem, od glagola ἱστορεῖν, istraživati) u hrvatskom jeziku ponekad se razgovorno koriste kao istoznačnice za prošlu zbilju (lat. res gestae: djela), ali danas uvelike prevladava povijest. U stručnom nazivlju oni označavaju dva različita pojma: povijest prošlu zbilju, a historija humanističku znanost koja proučava tu zbilju. Srodna znanost koja ju proučava na temelju pisane građe naziva se historiografijom. Znanstvenika koji istražuje ljudsku povijest nazivamo povjesničarom. (Vidi članak historija za podrobnija objašnjenja.)
Povijest može podrazumijevati samo ljudsku prošlost, u cjelini ili od nastanka civilizacije (ono što prethodi povijesti je pretpovijest ili prapovijest). Također se govori o povijesti u širem smislu, obuhvaćajući ne samo ljudsku prošlost, nego i povijest Zemlje ili cijelog svemira.

## Kronologija
Kronološki povijesni tijek može se podijeliti na tri glavna razdoblja. Prvo razdoblje (pretpovijest) obuhvaća nastanak i razvoj svemira i Zemlje do pojave čovjeka. Drugo razdoblje (prapovijest) traje od pojave čovjeka do otkrića pisma, a treće (povijest) počinje otkrićem pisma i još uvijek traje. Nazivi pretpovijest i prapovijest koriste se također i kao sinonimi.

### Pretpovijest
Pretpovijesno razdoblje obuhvaća nastanak i razvoj svemira i Zemlje do pojave čovjeka. Proučavanjem tog razdoblja bave se astronomija, fizika, geologija i biologija.

#### Povijest svemira
Pretpostavlja se da je svemir star oko 13,7 milijardi godina, te da je nastao velikim praskom. Najraniju povijest svemira astronomija dijeli na nekoliko epoha. Iza epohe kvantne gravitacije, slijede redom epoha velikog ujedinjenja, epoha elektroslabe sile (kvarkovska epoha), leptonska epoha, fotonska epoha, epoha u kojoj svemir postaje proziran i epoha formiranja galaktika nakon koje nastupa sadašnja faza razvoja svemira.

#### Geološka povijest Zemlje
Nastanak i razvoj Zemlje prije pojave čovjeka dijeli se na geološke eone, ere, razdoblja (periode) i epohe. 

##### Pretkambrij
Pretkambrij je trajao od otprilike prije 3800 - 545 milijuna godina. Dijeli se na arhaik i proterozoik.

##### Fanerozoik
Fanerozoik je započeo prije otprilike 545 milijuna godina i traje do danas. Dijeli se na tri geološka razdoblja (perioda). Prvo od njih je paleozoik ili staro doba (prije 545 - 248 milijuna godina) koji se dijeli na kambrij, ordovicij, silur, devon, karbon i perm. Drugo razdoblje je mezozoik ili srednje doba (prije 248 - 65 milijuna godina) i dijeli se na trijas, juru i kredu. Treći period je kenozoik ili novo doba (prije 65 - 1,8 milijuna godina), koji se dijeli na tercijar i kvartar (prije 1,8 milijuna godina - danas).

### Prapovijest
Prapovijesno razdoblje počinje pojavom čovjeka i traje do povijesnog razdoblja, koje karakterizira početak upotrebe pisma i pojava historiografski uporabljivih dokumenata. Kako razni dijelovi svijeta usvajaju kulturu različitim tempom, preciznu podjelu na razdoblja koja bi vrijedila za cijelo čovječanstvo nemoguće je napraviti. Tako se neka razdoblja vremenski i prostorno preklapaju. Prapovijesno razdoblje proučavaju arheologija, paleontologija i paleoantropologija.

#### Kameno doba
Starije kameno doba (paleolitik) (prije 2,5 milijuna godina – 10 000. godina pr. Kr.)
- prvi hominidi se javljaju prije 8 – 5 milijuna godina, a od životinja se razlikuju inteligencijom

- rod australopitek – 4 milijuna godina - Afrika (Etiopija, Tanzanija)
  - najstarija Lucy
  - hrane se mesom
  - mozak im je veći od životinjskog
  - živi u skupinama
  - otkriće vatre
- kultura oblutaka – 2,5 do 1,5 milijun godina – krešu samo dio kamena

Rod homo
- homo habilis – 2,5 – 1,5 milijun godina – spretni čovjek – Kenija, Tanzanija – precizno hvata, razvijen mozak
- homo erectus – 1,5 milijun godina – uspravni čovjek – Heidelberg, Peking, Kenija, Java – uspravan, prvo privremeno stanište
- 1,900.000. godina – oganj – novi način obrade kamena – okresivanjem
- homo sapiens – 400 000. godina – mudri čovjek – Europa, Zapadna Azija – živi u čoporima
- homo sapiens neandertalensis – Neandertal, Hušnjakovo Brdo – slijepa grana, nema nasljednika
- homo sapiens sapiens – Cromagnon, Altamira (Šp), Lascaoux (Fr), Niaux (Fr)
  - nomad, živi u čoporima, živi u špiljama, nosi odjeću

Vjera
- animalizam – obožavanje duha životinje kao zaštitnika zajednice
- animizam – vjerovanje u postojanje duhova koji prožimaju sve
- totemizam – vjeruju u ljudsku povezanost sa životinjama i njima u čast izrađuju umjetničke predmete

Umjetnost
- početci umjetnosti – špiljsko slikarstvo - Altamira (Španjolska), Lascaoux (Francuska)
- simboli plodnosti Wilendorfska Venera

Srednje kameno doba (mezolitik) (10 000. – 6500. godina pr. Kr.)
- 10 000 - 6500. godina
- postledeno doba
- nastanak rasa - negroidi, europeidi, mongoloidi
- povećanje vodenih površina – promjena flore i faune
- male i brze životinje (ubijaju ih lukom i strijelom)
- razvoj lova i ribolova (luk, strelice, udice, harpuni)
- nastaju prve nastambe
- odjeća i obuća je od kože
- pripitomljena prva životinja – pas
- razvitak ljudskih zajednica – obitelji se udružuju u rodove

Mlađe kameno doba (neolitik) (6500. – 3500. g. pr. Kr.)
- holocen – Eufrat, Tigris, Nil – zemlje plodnog polumjeseca
- ljudi se više ne sele, sjedilački način života
- razvoj ratarstva i stočarstva – pšenica i ječam, proso i riža, kukuruz
- prvi alati – motika, srp, plug
- pripitomljavanje ovaca, koza, konja, goveda, svinja, magarca i kokoši
- prva ljudska naselja
  - Jerihon (8000.)
  - Catal Hüyük (7000.)
  - Qatal Jarmo (7000.)
- izumi – obrada kamena glačanjem, tkalački stan, keramičko posuđe, kotač
- stvaraju se šire ljudske zajednice – rod, bratstvo, pleme
- vjera – kult plodnosti (kult Majke Zemlje), animizam i animalizam
- umjetnost – graditeljstvo:
  - prva svetišta – megalitsko graditeljstvo (megaliti – veliki kameni blokovi teški po tonu)
    - Stonehenge – kameni – dolmeni i menhiri

Hrvatska u kamenom dobu
- paleolitik (1,2 milijuna godina – 9000.g) – S Hrvatske i kopno S Jadrana
  - stariji paleolitik – Šandalja I kod Pule – kultura oblutaka
  - srednji paleolitik 
    - Hušnjakovo brdo kod Krapine - 1899. – 1905. istražuje Dragutin Gorjanović Kramberger – homo neandertalensis (130 000. godina)
    - spilja Vindija kod Ivanca – kontinuitet nalazišta
    - spilja Veternica kod Zagreba – kult spiljskog medvjeda
- mezolitik (8000. – 5000.) – Šandalja II, Lopar, Vindija
- neolitik (5000.) – sjedilačke kulture – utjecaj Mediterana i Srednje Europe
  - Sjeverna Hrvatska
    - starčevačka kultura (5500. – 4500.) – boja oker
    - sopotska kultura (4500. – 3500.) – cik cak uzorak
    - korenovska kultura – trakaste linije

  - Južna Hrvatska
    - impresso kultura (impresso cardum kultura) -  nakit, školjke
    - danilska kultura (4500. – 3900.) – kružne kolibe, ritoni
    - hvarska kultura (3900. – 2500.) – meandri

#### Metalno doba
Metalno doba dijeli se na. bakreno doba (eneolitik) (3500. – 3000.), brončano doba (3000. – 1200.) i željezno doba (od 1200.)
- bakar – iz oko 6000. godine, u svakodnevnoj primjeni od 3500.
- tehnika obrade bakra – lijevanje i taljenje u kalupima
- žive na uzvisinama – gradine (ograđene suhozidom) – grobni humci nekropole
- otkriće kositra – bronca (koristi se za nakit, oružje, oruđe…)
- razvitak tehnike taljenja – prve prastare talionice – željezo
- prve kulture – Bliski Istok i Europa

Kulture
- bakreno doba - badenska i lasinjska
- brončano doba – kulture na I Sredozemlju i Bliskom Istoku – oko 1700. kultura žarnih polja (u žare spremaju spaljene mrtve)
- željezno doba – kulture na Bliskom Istoku i Maloj Aziji – u Europi dvije kulture (Francuska, Švicarska, Austrija, Njemačka)
  - Hallstatt (Austrija) – srednja Europa – oko 800. g. pr. Kr.
  - La Tene (Francuska) – srednja Europa – oko 450. g. pr. Kr. (Kelti ili Gali)
    - obrada željeza – posuđe, noževi, oružje, oklopi
    - dugi mačevi od kovanog željeza
    - obrt i trgovina, ratarstvo i stočarstvo

- promjene u željeznom dobu
  - naselja u dolinama rijeka
  - organizacija života – irigacijski sustav (sustav navodnjavanja), obrana, zakoni, pismo…
- raslojavanje društva:
  - ratari i stočari
  - obrtnici i trgovci
  - bogati i siromašni
  - svećenici

- razvitak rodovske zajednice – nekad je bilo po ratničkoj podjeli, sada se izdvajaju rodovski prvaci, koji postaju starješine (kasnije plesmstvo), a predstavnici plemena su plemenski poglavari
- nove civilizacije
  - 3000. – uz Eufrat i Tigris nastaje Mezopotamija
  - 3100. – uz Nil nastaje Egipat
  - 2500. – uz Ind nastaju Harappa i Mohendžo Daro
  - 1600. – uz Yangtze nastaje Kina

Hrvatska u metalnom dobu
- bakreno doba (3500. – 1800.)
  - Sjeverna Hrvatska – vučedolska kultura (3000. – 2300.)
    - od Panonske nizine do Jadrana
    - utvrđena naselja, kuće blizu jedna drugoj
    - kuće s polukružnim završetkom
    - ornamentalna keramika
- brončano doba (1800. – 1200.)
  - Sjever – vinkovačka kultura
  - Jug – cetinska kultura
  - cijela Hrvatska – kultura žarnih polja
- željezno doba
  -     - Grupa Dalj
    - Grupa Martijanec-Kaptol
    - Grupa Budinjak

  - nastanak prvih etničkih skupina – Iliri
    - Histri – Istra – geometrijski ukrasi na grobovima
    - Liburni – Raša, Krka – liburne, gusarenje
    - Japodi – Lika
    - Kolapijani – Pokuplje
    - Panonci – Panonska nizina
    - Delmati – Krk, Neretva

  - žive u gradinama
  - dolazak Kelta iz sjeverne Italije u 4. st. pr. Kr. – nositelji latenske kulture

### Povijest
Smatra se kako povijest u pravom smislu riječi počinje otkrićem i početkom uporabe pisma, oko 3500. g. pr. Kr. na Bliskom istoku. Proučavanjem ovog razdoblja bavi se povijesna znanost.

#### Stari vijek
Stari vijek dijelimo prema kulturama čiji tragovi su se zadržali do danas (3.500 pr. Kr. - 5. stoljeće). Najznačajnije civilizacije su Drevna Mezopotamija, Drevni Egipat, Drevna Kina, Drevna Indija, Drevna Grčka i Drevni Rim.

#### Srednji vijek
Nakon pada Zapadnog Rimskog carstva prilikom Velike seobe naroda u Europi počinje "mračni" srednji vijek. Bizant nastavlja tradiciju rimskoga carstva. Na zapadu u društvenim odnosima prevladava feudalizam. Najznačajniji pravci u umjetnosti toga razdoblja su predromanika, romanika i gotika.

#### Novi vijek
U ranom novom vijeku čovjek gradi brodove kojima istražuje i oplovljava cijeli svijet. Kao početak razdoblja novog vijeka uzima se godina Kolumbovog otkrića Amerike, 1492. godine. U društvenim odnosima se pojavljuje kapitalizam. U umjetnosti i znanosti javljaju se renesansni i barokni stil, te klasicizam i prosvjetiteljstvo. Dolazi i do industrijske revolucije.

#### Suvremena povijest
Najnovije doba - doba današnjice, poslije otkrića parnog stroja i željeznice, proizvodnje na vrpci (automobili), zrakoplovi, struja, računala... Kao početak se uzima konac prvog svjetskog rata 1918. godine (nekad se isticalo i nakon Listopadske revolucije 1917.). U društvenim odnosima se pored kapitalizma, koji je sam doživio duboke promjene, javlja i socijalizam. Dvadeseto stoljeće obilježila su dva svjetska rata uz ogromne ljudske gubitke. Razdoblje nakon Drugog svjetskog rata, koje je potrajalo do kraja stoljeća naziva se razdobljem hladnog rata.

## Vanjske poveznice
- Povijest na Curlie